# Agromyza kumaonensis
Agromyza kumaonensis este o specie de muște din genul Agromyza, familia Agromyzidae, descrisă de Sehgal în anul 1986. Conform Catalogue of Life specia Agromyza kumaonensis nu are subspecii cunoscute.